# Werner von Erdmannsdorff
Heinrich Werner Bernhard von Erdmannsdorff (Bautzen, 26 juli 1891 - Ljubljana, 5 juni 1945) was een Duitse officier en General der Infanterie tijdens de Tweede Wereldoorlog. Hij werd samen met General der Panzertruppe Gustav Fehn, Generalleutnant Friedrich Stephan en de voormalige Feldkommandant van Sarajevo Heinz Kattner door Joegoslavische partizanen geëxecuteerd.

## Leven

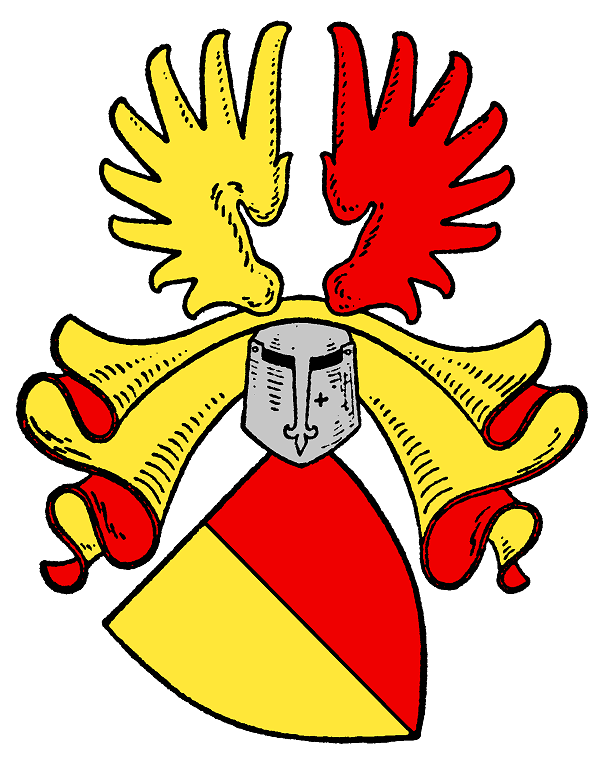
Het wapen van Erdmannsdorff.

Op 26 juli 1891 werd Heinrich Werner Bernhard von Erdmannsdorff geboren in Kamenz. Hij was de zoon van een koninklijk Saksisch hoge ambtenaar en Rittmeister a. D. Heinrich von Erdmannsdorff (1852) en zijn echtgenote Gertrud, (geboortenaam von Schönberg) (1865) van het huis Kreipitzsch. Zijn jongere broer was de Generalmajor Gottfried von Erdmannsdorff.
Op 1 oktober 1910 trad Erdmannsdorff als Einjährig-Freiwilliger in dienst van het Saksisch leger. Hij werd geplaatst bij het 2. Königlich Sächsisches Jäger-Bataillon Nr. 13. Bij deze eenheid werd hij op 18 augustus 1911 bevorderd tot Fahnenjunker. Daarna werd Erdmannsdorff bevorderd op 9 augustus 1912 tot Leutnant.

### Eerste Wereldoorlog
Na de mobilisatie ging hij als compagnieofficier met het 2. Königlich Sächsisches Jäger-Bataillon Nr. 13 te velde. Op 23 september 1914 raakte hij gewond, en werd naar een ziekenhuis gestuurd. Na zijn ziekenhuisopname en genezing werd Erdmannsdorff begin november 1914 geplaatst bij het Ersatz-Bataillon. Hij keerde midden november 1914 terug bij zijn Stammbataillon, dat aan het front was. Op 1 mei 1916 werd hij als adjudant van het 2. Königlich Sächsisches Jäger-Bataillon Nr. 13 bevorderd tot Oberleutnant.
Na een korte plaatsing bij het K.u.k. Infanterieregiment „Edler von Appel“ Nr. 70, werd Erdmannsdorff op 4 januari 1917 als regimentsadjudant overgeplaatst naar het Westfaalse Jäger-Regiment Nr. 7. Deze eenheid was samen met de 197. Infanterie-Division  (197e Infanteriedivisie) aan het oostfront ingezet. Voor zijn optreden tijdens het Duitse offensief in Oost-Galicië ontving hij op 26 augustus 1917 het Ridderkruis in de Militaire Orde van Sint-Hendrik. In het voorjaar van 1918 werd Erdmannsdorff onderscheiden met het IJzeren Kruis 1914 der Eerste Klasse.
Op 20 juli 1918 volgde zijn overplaatsing naar de Offizier von der Armee en de staf van de 241. Infanterie-Division  (241e Infanteriedivisie) voor zijn opleiding in de Generalstabsdienst. In november 1918 keerde hij terug naar zijn Stammbataillon.

### Interbellum
In 1919 werd Erdmannsdorff als adjudant ingezet in het Grenz-Jäger-Bataillon Nr. 2. Hierna werd hij overgeplaatst naar het Reichswehr-Infanterie-Regiment 24. Hij kwam in het 100.000 man sterke Reichsheer van de Reichswehr, en werd geplaatst bij het Reichswehr-Infanterie-Regiment 10. Van 1 januari 1921 tot 3 januari 1921 was hij ingezet bij het 10. (Sächs.) Infanterie-Regiment.
Begin januari 1921 werd hij gecommandeerd naar de 1e leergang van de opleiding van officieren voor z.b.V (Zur besonderen Verwendung) (speciaal gebruik) bij de staf van de 4. Division  (4e Divisie). Deze leergang duurde tot 1 oktober 1922. Tijdens de leergang werd Erdmannsdorff op 1 mei 1922 bevorderd tot Hauptmann. Vanaf 1 oktober 1922 werd hij wederom ingezet in het 10. (Sächs.) Infanterie-Regiment. In de herfst 1923 werd hij overgeplaatst naar het 12. (Sächs.) Reiter-Regiment.
Erdmannsdorff doorliep een studie aan de universiteit van Berlijn, en werd op 1 oktober 1924 benoemd tot compagniecommandant van de 3e compagnie in het 10. (Sächsisches) Infanterie-Regiment. Vervolgens bekleedde hij deze functie gedurende 5 jaar, voordat hij voor een korte tijd deel uitmaakte van de staf van het 3e bataljon van het regiment. Van 1 januari 1930 tot 1 oktober 1930 was Erdmannsdorff leraar tactiek aan de infanterieschool in Dresden. Hierna kreeg hij vanaf 1 oktober 1930 een functie in het 11. (Sächsisches) Infanterie-Regiment en werd vanaf 1 juni 1931 benoemd tot Platzmajor in Dresden. Op 1 februari 1933 werd hij bevorderd tot Major. Tijdens de vergroting van de Reichswehr, werd hij op 1 oktober 1934 benoemd tot commandant van het 1e bataljon in het Infanterie-Regiment Breslau.
Na zijn overgang van de Reichswehr naar de Heer in de Wehrmacht, werd Erdmannsdorff bevorderd tot Oberstleutnant. Als gevolg van zijn bevordering, werd hij benoemd tot commandant van het 1e bataljon van het Infanterie-Regiment 49  (49e Infanterieregiment) en het Infanterie-Regiment 51  (51e Infanterieregiment). Midden oktober 1937 werd hij in de staf ingezet van het Infanterie-Regiments 30  (30e Infanterieregiment). Hij werd op 1 februari 1938 bevorderd tot Oberst, waarna hij op 10 november 1938 benoemd werd tot regimentscommandant.

### Tweede wereldoorlog
Met dit regiment nam Erdmannsdorff aan het begin van de Tweede Wereldoorlog deel aan de Poolse Veldtocht. HIj bleef tot 15 december 1941 in deze functie. Hij leidde het 30e Infanterieregiment ook tijdens de slag om Frankrijk. In de herfst van 1941 leidde hij het regiment in gevechten om de Volchov in Noord-Rusland. Op 16 november 1941 werd Erdmannsdorff onderscheiden met het Duitse Kruis in goud. Aansluitend werd hij mit der Führung beauftragt  (m. d. F. b.)  (vrije vertaling: met het leiderschap belast) van 18. Infanterie-Division  (18e Infanteriedivisie), en hij werd op 1 maart 1942 bevorderd tot Generalmajor. Tegelijk werd hij benoemd tot commandant van de 18e Infanteriedivisie. De divisie nam deel aan de slag om Białystok-Minsk, de slag om Smolensk en de opmars naar Leningrad.
Na het winteroffensief 1941/1942, werd de divisie van het front teruggetrokken, en ging uitrusten en zich opnieuw bewapenen. Op 27 februari 1942 werd Erdmannsdorff onderscheiden met het Ridderkruis van het IJzeren Kruis. Naast de "verdediging van Tichvin" en de terugtrekking van de 18e Infanteriedivisie achter de Volchov, werd eveneens het houden van de stad Staraja Roessa genoemd in de voordracht van het Ridderkruis van het IJzeren Kruis.
In maart 1942 werd de zak van Demyansk geopend en begin januari 1943 werd hij bevorderd tot Generalleutnant. Van 10 augustus 1943 tot 1 december 1943 was hij geplaatst in het Führerreserve, en aansluitend volgde zijn benoeming tot Wehrersatz-Inspekteur Dresden tot eind april 1944. Van 1 mei 1944 tot 10 augustus 1944 zat Erdmannsdorff wederom in het Führerreserve, en was ondertussen voor enkele maanden belast met de leiding over het LXXI. Armeekorps  (71e Legerkorps).
Op 30 januari 1945 volgde zijn bevordering tot General der Infanterie en zijn benoeming tot Kommandierender General van het LXXXXI. Armeekorps z.b.V.  (91e Legerkorps z.b.V.) welke in Joegoslavië stand hield. In het begin van maart 1945 nam het legerkorps deel aan operatie Frühlingserwachen.
Daarna raakte Erdmannsdorff in Brits krijgsgevangenschap.

## Na de oorlog
Op 4 juni 1945 werd hij met andere hooggeplaatste voormalige officieren aan Joegoslavië uitgeleverd. Op 5 juni 1945 werd hij vervolgens samen met de General der Panzertruppe Gustav Fehn, Generalleutnant Friedrich Stephan en de voormalige Feldkommandant van Sarajevo Heinz Kattner zonder proces doodgeschoten door Joegoslavische partizanen die aangewezen waren om hen te bewaken in Ljubljana.

## Familie
Erdmannsdorff was sinds 30 september 1919 getrouwd met Helene von Tschirsky und Bögendorff (1895–1982). Zijn vrouw kreeg pas jaren later bericht van de dood van haar man.
Zijn broer Gottfried werd tijdens het proces in Minsk veroordeeld voor oorlogsmisdaden, hij werd eind januari 1946 in Minsk opgehangen.

## Militaire carrière
- General der Infanterie: 30 januari 1945[1][3][6][12]
- Generalleutnant: 1 januari 1943[1][3][6][12]
- Generalmajor: 1 maart 1942[1][3][6][12]
- Oberst: 1 februari 1938[1][6]
- Oberstleutnant: 1 augustus 1935[1][6]
- Major: 1 februari 1933[1][6]
- Hauptmann: 1 mei 1922[1][6]
- Oberleutnant: 1 mei 1916[1][6]
- Leutnant: 9 augustus 1912[1][6]
- Fähnrich: 4 oktober 1911[1]
- Fahnenjunker: 18 augustus 1911[6]
- Einjährig-Freiwilliger: 1 oktober 1910[6]

## Onderscheidingen
Selectie:
- Ridderkruis van het IJzeren Kruis[3] (nr.918) op 8 maart 1942 als Oberst en Commandant van het Infanterie-Regiment 30 (mot.)/ Führer 18.Infanterie-Division[6][9][11][12][13]
- Duitse Kruis in goud[3] op 16 november 1941[6][9][11][12][13]
- IJzeren Kruis 1914, 1e Klasse[6] (30 maart 1918[1]) en 2e Klasse[6] (10 september 1914[1])
- Herhalingsgesp bij IJzeren Kruis 1939, 1e Klasse[11] (2 oktober 1939[13]) en 2e Klasse[11] (22 september 1939[13])
- Erekruis voor Frontstrijders in de Wereldoorlog op 23 februari 1935[11][13]
- Ridderkruis in de Militaire Orde van Sint-Hendrik[11][12][14] op 6 september 1917[1]
- Gewondeninsigne 1918 in zilver op 21 juli 1918[1]
- Ridder der Tweede Klasse in de Albrechtsorde met Zwaarden op 17 juli 1915[1]
- Ridder der Tweede Klasse in de Orde van Verdienste (Saksen) met Zwaarden op 26 januari 1916[1]